# ليستير إس. هيل
ليستير إس. هيل (بالإنجليزية: Lester S. Hill)‏ هو رياضياتي أمريكي، ولد في 18 يناير 1891 في نيويورك في الولايات المتحدة، وتوفي بنفس المكان في 1961.